# 巴拉語
巴拉語，或稱“滿語巴拉方言”，是巴拉人的傳統民族語言。巴拉人源於明末的東海女真，但因未被建州女真征服，故未參與滿洲和旗人共同體的形成，中华人民共和国成立後，他們才被政府識別為滿族。
可以說巴拉語是滿語的一個方言，但是它並不是從滿語基礎上分離出來的，而是與滿語各方言一起從女真語的基礎上分離出來。

## 歷史
巴拉人為明末的東海女真殘部，原居住於張廣才嶺、牡丹江、阿什河、松花江一帶。努爾哈赤帶領建州女真向北部的其餘女真各部用兵時，他們不服從征服，因而逃入張廣才嶺的深山，成為不屬編戶、亦不在旗的“野人”（滿語：巴拉瑪、巴拉尼雅瑪）。巴拉人自稱“巴尼”，意為“本地人”。
巴拉語在巴拉人群體中使用到19世紀末，隨着晚清開放柳條邊關內漢人移民湧入開發，巴拉人也逐漸下山從事定居農業，分散的居住使得巴拉語在幾代內迅速消亡。據黑龍江省滿語研究所原所長穆瞱駿的田野調查，巴拉語在20世紀60、70年代尚有十幾位七、八十歲的老人使用，他們出生於清朝光緒年間（1871年－1908年），他們出生時才離開森林一至三代人，但其後再無人使用巴拉語，有文獻指巴拉語母語者於1982年消失。若包含第二語言使用者，則穆瞱駿為最後一個巴拉語使用者（逝世於1989年），他於60年代和70年代初期利用工作之便對黑龍江境內各地的巴拉語進行了調查，但因文化大革命遭受迫害，巴拉語等滿-通古斯語系語言調查資料被紅衛兵視為封建反動文化、特務行為等而遭到查抄和銷毀，現存的巴拉語語料十分有限。
因為發展的獨立性，巴拉語中不存在乾隆進行滿語改革後發明的詞彙。又因身處原始森林，與蒙古、朝鮮等民族的接觸約等於零，巴拉語中保留了一些女真語和滿語北部方言的特色。

## 語音

### 子音
|                |            | 唇音 | 齿龈音     | 舌葉音/硬腭音 | 軟顎音 |
| -------------- | ---------- | ---- | ---------- | ------------- | ------ |
| 鼻音           | 鼻音       | /m/  | /n/        |               | /ŋ/    |
| 塞音 及 塞擦音 | 送气清音   | /pʰ/ | /tʰ/ /tsʰ/ | /ʧʰ/          | /kʰ/   |
| 塞音 及 塞擦音 | 不送气清音 | /p/  | /t/ /ts/   | /ʧ/           | /k/    |
| 擦音           | 擦音       | /f/  | /s/        | /ʃ/           | /x/    |
| 顫音           | 顫音       |      | /r/        |               |        |
| 近音           | 近音       | /w/  | /l/        | /j/           |        |

- 滿語標準語的塞音、塞擦音全為清音，僅有送氣不送氣區別，而巴拉語在詞中則音變為濁音。這一特點也見於滿語拉林方言。為與滿語進行比較，本條目詞中的發音都寫作原清音音位，而非實際濁音發音。
- 滿語標準語的/f/與/pʰ/為自由變體，如佛陀，滿語作/fut͡ʃʰi/ (ᡶ᠋ᡠᠴᡳᡥᡳ, fucihi)，巴拉語作/pʰutihin/；木柵，滿語作/faisxɑ/ (ᡶᠠᡳ᠌ᠰᡥᠠ, faisha)，巴拉語作/pʰait͡sʰka/。同女真語。
- 滿語標準語的/s/多發作/t͡sʰ/，同阿勒楚喀方言。
- 滿語標準語的/t͡ɕi/、/t͡ɕʰi/多發作/ti/、/tʰi/。
- 滿語標準語的/kə/、/kʰə/、/xə/相混。
- 滿語標準語的一部分/ni/發為/mi/，如滿語的“跪”為/nijɑkʊrɑ/ (ᠨᡳᠶᠠᡴᡡᡵᠠ᠊ (᠊ᠮᠪᡳ), niyakūra-(-mbi))，巴拉語為/mijɑkurɑ/。
- 滿語標準語的/t͡ʃʰu/一些發作/ʃɨ/，如關係形容詞的詞綴，滿語作/t͡ʃukʰa/ (᠊ᠴᡠᡴᠠ, -cuka)，巴拉語作/ʃɨka/。同阿勒楚喀方言。
- 滿語標準語的一些/wə/發作/u/，如/wət͡ʃi/（ᠸᡝᠵᡳ weji, “窩集”，森林），巴拉語發音為/uti/；“森林中人”，滿語為/wət͡ʃikə/，而巴拉語作/utikə/或/utihə/，即“烏德蓋”。
- 滿語標準語的/t͡ʃul/的一部分，巴拉語作/t͡ʃɑŋ/，如輓韁，滿語作/t͡ʃulxʊ/，巴拉語作/t͡ʃɑŋxuɔ/。
- 滿語標準語的/ki/，巴拉語多作/ji/，如“豬”，滿語作/ulkijan/ (ᡠᠯᡤᡳᠶᠠᠨ, ulgiyan)，巴拉語作/uljian/。此對應關係比較規則，也見於晚期的女真語。
- 滿語標準語的詞中形/l/多與/r/相混。此特點也見於滿語除盛京南滿方言外的各方言。

### 母音
巴拉語有5個母音音位：ɑ、ə、i、ɔ、u。無滿語第六元音（穆麟德轉寫：ū），多合併入u。

## 語法

### 語序
巴拉语的基本語序為主詞─受詞─動詞（SOV），為中心詞後置（head-final）語言。

### 詞形變化
巴拉语是一種黏著語，它的格助詞與阿勒楚喀方言基本相同，但在音變上略有差異。相比起滿語標準語，省略了較多格助詞，且隨着語流根據前續的音節產生音變。
以下為巴拉语的格與其後綴。據穆曄駿（1987）之文而撰：
| i、ni、ki、-n              | 屬格 | 例：「min」我的                                                    |
| pə、və」                   | 賓格 |                                                                    |
| tə、tɔ、tu、t、nə、tʰə、tʰ | 位格 |                                                                    |
| t͡ʃi、t͡ʃʰi、tʰi             | 由格 | 例：「əi alin mə tɔʃɨtʰin pətərə kʰiə məŋɑ」這個山進去出來都很困難 |

巴拉語的詞綴相比滿語標準語和各方言俱大量簡化:
名詞
- /ri/、/li/、/ku/、/kʰu/、/hu/、/ja/、/jan/、/jə/、/jən/、/han/、/hən/等詞綴。
- 複數詞綴：/ri/、/li/、/t͡sʰɑ/、/t͡sʰə/、/ɕi/、/tʰɑ/、/tʰə/

形容詞
巴拉語有一部分形容詞不帶詞綴。帶詞綴的形容詞形式有：
- 性質形容詞詞綴：/jan/
- 關係形容詞詞綴：/ŋɑ/、/ŋə/、/ŋɔ/、/ʃɨkʰə/、/ʃɨkʰɑ/、/hun/、/t͡sʰun/、/pɑ/、/pə/、/t͡ʃʰɨ/、/liŋu/等
- 多級形容詞詞綴：/kʰan/、/kʰən/、/kʰɔn/、/lian/、/mlian/等。用於表示“略微，稍”，而表示程度“很”則不使用詞綴法。

動詞
與滿語相比，巴拉語的詞綴較不發達，但有一些詞綴比較古老。
- /mi/：相當於滿語標準語的/mbi/ (᠊ᠮᠪᡳ, -mbi，動詞的現在時、未來時詞綴)和/me/ (᠊ᠮᡝ, -me，並列副動詞)。
- /pʰi/：相當於滿語標準語的/fi/ (᠊ᡶ᠋ᡳ, -fi)和/pʰi/ (᠊ᡦᡳ, -pi)。緊接副動詞的詞綴，
- /rɑ/、/rə、/rɔ/：相當於女真語的/rɑ/、/rə/、/ru/、/buru/等。動詞的現在時、未來時詞綴。
- /hɑ/、/hə/、/hɔ/：與滿語標準語相同。動詞的過去時詞綴；亦可作“行動”或“動名”形式的完成體詞綴。
- /pie/、/piə/：相當於滿語標準語的/pixə/ (ᠪᡳᡥᡝ, bihe)、/pixəpi/ (ᠪᡳᡥᡝᠪᡳ, bihebi)等。動詞的曾經過去時詞綴。
- /tʰi/：條件副動詞詞綴。
- /hɑŋ/、/həŋ/：動名詞過去時。
- /pu/：使動與被動態詞綴。
- /tʰɑlɑ/、/tʰələ/、/tʰɔlɔ/：直至副動詞詞綴。
- /t͡ʃʰɑ/、/t͡ʃʰə/、/t͡ʃʰɔ/、/t͡ʃɑ/、/t͡ʃə/、/t͡ʃɔ/、/ʃɑ/、/ʃə/、/ʃɔ/：動詞持續和進行體。
- /tu/：相互態詞綴。
- /t͡ʃʰə/：同動態詞綴。
- /ɑsəi/、/ɛiwə/：否定式詞綴。也可單用。相當於滿語的/xakʰʊ/ (᠊ᡥᠠᡴᡡ, -hakū)和女真語的/usuwəi/。
- /ɔkəi/：否定詞，相當於滿語的/wɑkʰɑ/ (ᠸᠠᡴᠠ, waka)。
- /kiyəii/：語氣詞綴，“啊、呀、啦”。
- /ŋɔ/：疑問詞綴，“麼，呢”。

## 文字
因巴拉人未被歸入新舊滿洲八旗，巴拉人在清末前甚少使用文字，主要是口傳文學。清廷開放柳條邊後，一些與外界交往的巴拉人用滿文或漢文給自己撰寫族譜。但滿文尚未普及，巴拉人便被漢化了。

## 方言劃分
因為巴拉人在林區的居住分散，交往關係較為鬆弛，因此形成了幾個土語。穆瞱駿（1987）將黑龍江境內的巴拉語分為祥根瑪勒（今五常市東南大禿頂子山）、獐光材（今尚志縣東界）、烏吉山（今尚志縣慶陽一帶）、哈達哈（山名不詳，土語分佈於阿城平山和五常牛家）四個土語。

### 引用
1. 1 2  Hölzl, Andreas. . Language documentation and description. 2020, 19: 162–170. ISSN 1740-6234. doi:10.25894/ldd76. eISSN 2756-1224.
2. ↑  中国人民政治协商会议黑龙江省五常县委员会文史资料研究委员会编.五常文史资料 第4辑[M].1989:154.
3. ↑  穆晔骏.论巴拉语的语音变化[J].满语研究.1988,(1)

### 书籍
- 穆晔骏.巴拉语[J].满语研究.1987,(2)：2-31+128.
- 爱新觉罗瀛生著.满语口语音典[M].北京：华艺出版社.2014.
- 池上二良.満洲語研究[M].汲古書院.1999.
- 穆晔骏.论巴拉语的语音变化[J].满语研究.1988,(1)